# Métrica de Senovilla
La métrica de Senovilla es una solución a las ecuaciones de campo de Einstein, presentada en 1990 por el físico español J.M.M. Senovilla. Describe un Universo sin Big-Bang y espacialmente inhomogéneo con una fuente de fluido perfecto.

## Forma de la métrica
El elemento de línea puede escribirse, en coordenadas cilíndricas como:

(1){\displaystyle \mathrm {d} s^{2}=R^{2}(-\mathrm {d} t^{2}+\mathrm {d} r^{2})+G(q\mathrm {d} \phi ^{2}+q^{-1}\mathrm {d} z^{2})\,}

Donde:
{\displaystyle R(r,t),G(r,t),q(r,t)\,}, son funciones de las coordenadas
La solución de Senovilla describe un Universo sin singularidades, ya que la densidad de energía y la presión son finitas siempre y en todas partes.

## Propiedades generales del espacio-tiempo de Senovilla

### Contenido material
La métrica de Senovilla general tiene un contenido material difícil de interpretar ya que su tensor gravitacional de Einstein Gij viene dado por:

{\displaystyle G_{ik}=R_{ik}-{\frac {1}{2}}g_{ik}R\mapsto [G_{ik}]={\begin{bmatrix}T_{00}&T_{01}&0&0\\T_{01}&T_{11}&0&0\\0&0&T_{22}&0\\0&0&0&T_{33}\end{bmatrix}}}

Donde las componentes no nulas dependen de las funciones {\displaystyle R(r,t),\ G(r,t)\,q(r,t)}, así como de sus derivadas primeras y segundas.

### Geodésicas
Si {\displaystyle \gamma (\tau )=(t(\tau ),r(\tau ),\theta (\tau ),\phi (\tau ))\;} es la expresión de una curva en términos de un parámetro afín (como por ejemplo el tiempo propio), entonces esa curva será geodésica si se cumple que:

{\displaystyle {\begin{cases}{\ddot {t}}+{\cfrac {2\mu }{r(r-2\mu )}}{\dot {t}}{\dot {r}}=0\\{\ddot {r}}+{\cfrac {\mu (r-2\mu )}{r^{3}}}{\dot {t}}^{2}-{\cfrac {\mu }{r(r-2\mu )}}{\dot {r}}^{2}-(r-2\mu )\left[{\dot {\theta }}^{2}+\sin ^{2}\theta {\dot {\phi }}^{2}\right]=0\\{\ddot {\theta }}+{\cfrac {2{\dot {r}}}{r}}{\dot {\theta }}-\sin \theta \cos \theta {\dot {\phi }}^{2}=0\\{\ddot {\phi }}+{\cfrac {2{\dot {r}}}{r}}{\dot {\phi }}+{\cfrac {2}{\tan \theta }}{\dot {\phi }}{\dot {\theta }}=0\end{cases}}\qquad \mu :={\frac {GM}{c^{2}}}}

### Tensor de Riemann
De las potencialmente 55 componentes independientes del tensor de Riemann, en las mismas coordenadas usadas en la métrica (2), el tensor de Riemann se puede escribir a partir de como máximo seis componentes diferentes de cero:

{\displaystyle {\begin{matrix}R_{0101}=a{\ddot {a}}&R_{0202}=a{\ddot {a}}S_{k}^{2}&R_{0303}=a{\ddot {a}}Sk^{2}\sin ^{2}\theta \\R_{1212}=a^{2}S_{k}\sin ^{2}\theta (S_{k}''-S{\dot {a}}^{2})&R_{1313}=a^{2}S_{k}(S_{k}''-S{\dot {a}}^{2})&R_{2323}=a^{2}S_{k}^{2}\sin ^{2}\theta (1+S_{k}^{2}{\dot {a}}^{2}-{S_{k}'}^{2})\end{matrix}}}

### Grupo de isometría
El grupo de isometría del espacio-tiempo asociado a la métrica de Senovilla resulta ser SO(1,n) , cuya dimensión es

{\displaystyle {\frac {(n+1)n}{2}}}

Esta isometría se hereda del espacio-tiempo minkowskiano {\displaystyle \mathbb {R} ^{1,n}} en el que se embebe el espacio de De Sitter, por lo que los generadores del grupo de isometría son los generadores del grupo de Lorentz {\displaystyle M_{ij}}, con i,j=0,1,2...n, que cumplen las reglas de conmutación:

{\displaystyle \left[M_{ij},M_{kl}\right]=-i(\eta _{ik}M_{jl}-\eta _{il}M_{jk}-\eta _{jk}M_{il}+\eta _{jl}M_{ik})}